# 지수 나들목
지수 나들목(Jisu IC)은 경상남도 진주시 지수면 승산리에 설치된 남해고속도로의 26번 교차로(나들목)이다. 나들목 진출입로는 지수면 압사리와 접하고 있다.
근처에는 구 지수 요금소(본선요금소)의 흔적과 구 남해고속도로의 흔적이 남아있으며, 인근에 방어산이 위치해 있다.
주말이나 연휴 때 고속도로, 지방도 제1004호선 정체가 극심할 경우 이 나들목에서 진출하여 방어산로로 우회하여 부산 방향으로 갈 수 있다.

## 연혁
- 1973년 11월 14일 : 부산 ~ 순천 고속도로 개통과 함께 진양군 지수면 승내리 위치에서 평면 교차로로 통행 개시[2]
- 1988년 4월 18일 : 입체 나들목 건설을 위해 경상남도 진양군 지수면 승내리 3.3km 구간 도로구역 변경[3]
- 1997년 10월 21일 : 1998년 12월까지 나들목 개량 및 요금소 설치를 위해 경상남도 진주시 지수면 승산리 845m 구간 도로구역 변경[4]
- 2012년 3월 29일 : 진주시 도시계획시설 교통광장에 지수면 청담리 일원을 지수 나들목으로 고시[5]

## 구조물 정보
- 위치: 경상남도 진주시 지수면 승산리
- 영업소: 경상남도 진주시 지수면 용봉로 7-30

## 접속하는 도로
- 용봉로
- 간접 연결 : 지방도 제1037호선 (지수로, 용봉로 이용)

## 교통량 정보
| 요금소        | 통행량 (대/일) | 통행량 (대/일) | 통행량 (대/일) | 통행량 (대/일) | 통행량 (대/일) | 통행량 (대/일) | 통행량 (대/일) | 통행량 (대/일) | 통행량 (대/일) | 통행량 (대/일) | 각주  |
| 요금소        | 2001년         | 2002년         | 2003년         | 2004년         | 2005년         | 2006년         | 2007년         | 2008년         | 2009년         | 2010년         | 각주  |
| ------------- | -------------- | -------------- | -------------- | -------------- | -------------- | -------------- | -------------- | -------------- | -------------- | -------------- | ----- |
| 지수 (폐쇄식) | 849            | 986            | 1,021          | 987            | 1,068          | 1,076          | 1,102          | 1,110          | 1,244          | 1,286          | [ 6 ] |
| 요금소        | 2011년         | 2012년         | 2013년         | 2014년         | 2015년         | 2016년         | 2017년         | 2018년         | 2019년         |                | [ 6 ] |
| 지수 (폐쇄식) | 1,150          | 1,033          | 1,091          | 1,097          | 1,176          | 1,208          | 1,207          | 1,226          | 1,246          |                | [ 6 ] |